# ناتسومی هیوکا
ناتسومی هیوکا (انگلیسی: Natsumi Hioka؛ زادهٔ ۱۵ ژوئیهٔ ۱۹۹۱) صداپیشگی در ژاپن اهل ژاپن است. وی از سال ۲۰۱۲ میلادی تاکنون مشغول فعالیت بوده‌است.